# Pałac Laterański
Pałac Laterański, zwany także Pałacem na Lateranie – jedna z rezydencji papieskich. Znajduje się na Piazza San Giovanni w Rzymie, tuż obok bazyliki św. Jana na Lateranie (Basilica di San Giovanni in Laterano), jednej z czterech bazylik pontyfikalnych w Rzymie.

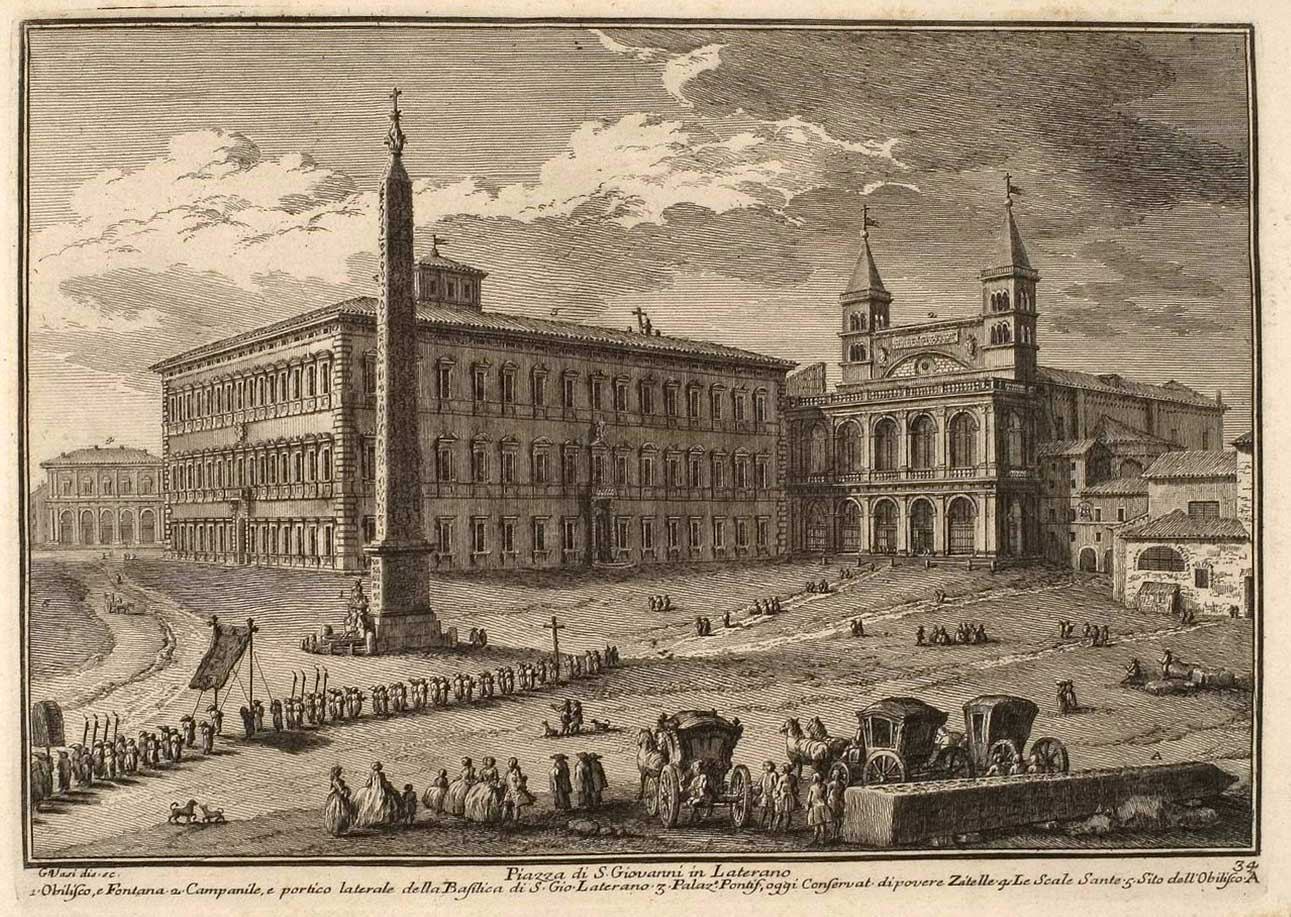
Pałac na Lateranie, grafika z XVIII wieku

Od momentu przekazania pałacu biskupowi Rzymu w IV wieku przez Konstantyna Wielkiego Pałac Laterański stanowił siedzibę papieży, wykorzystywaną na równi z Watykanem. Tutaj podpisano też w 1929 r. Traktaty laterańskie, które regulowały stosunki między Stolicą Apostolską a państwem włoskim.
Na mocy Traktatów Pałac, wraz z wieloma innymi budynkami na terenie Rzymu, otrzymał status eksterytorialności.
Obecnie mieści się w nim Papieskie Muzeum Starożytności Chrześcijańskich.